# 1842
| [ Edytuj tabelę ]              | |
| Król Polski (tytularny)        | - 1831 Mikołaj I Romanow 1855 |
| Emir Afganistanu               | - 1818 Al-Rajuo Ballaha 1842 - 1842 Szudża Szah Durrani 1842 - 1842 Dost Mohammad Chan 1863                                                                  |
| Współksiążęta Andory           | - 1827 Simó Rojas de Guardiola y Hortoneda 1851 - 1830 Ludwik Filip I 1848                                                                                   |
| Prezydent Argentyny            | - 1835 gen. Juan Manuel de Rosas 1852 |
| Cesarz Austrii                 | - 1835 Ferdynand I Habsburg 1848 |
| Król Bawarii                   | - 1825 Ludwik I 1848 |
| Król Belgów                    | - 1831 Leopold I 1865 |
| Premier Belgii                 | - 1841 Jean-Baptiste Nothomb 1845 |
| Prezydent Boliwii              | - 1841 José Ballivián 1847 |
| Cesarz Brazylii                | - 1831 Pedro II 1889 |
| Sułtan Brunei                  | - 1829 Omar Ali Saifuddin II 1852 |
| Prezydent Chile                | - 1841 Manuel Bulnes 1851 |
| Cesarz Chin                    | - 1820 Daoguang 1850 |
| Król Czech                     | - 1835 Ferdynand I Habsburg 1848 |
| Król Danii                     | - 1839 Chrystian VIII 1848 |
| Dalajlama                      | - 1838 Khedrub Gjaco 1856 |
| Władca Egiptu                  | - 1805 Muhammad Ali 1848 |
| Prezydent Ekwadoru             | - 1839 Juan José Flores 1845 |
| Premier Francji                | - 1840 Nicolas Jean de Dieu Soult 1847 |
| Król Francji                   | - 1830 Ludwik Filip I 1848 |
| Król Grecji                    | - 1831 Otton I 1862 |
| Prezydent Gwatemali            | - 1839 Mariano Rivera Paz 1842 - 1842 José Venancio López Requena 1842 - 1842 Mariano Rivera Paz 1844                                                        |
| Prezydent Haiti                | - 1818 Jean-Pierre Boyer 1843 |
| Król Hawajów                   | - 1824 Kamehameha III 1854 |
| Król Hiszpanii                 | - 1833 Izabela II 1868 |
| Król Holandii                  | - 1840 Wilhelm II 1849 |
| Prezydent Hondurasu            | - 1841 Francisco Ferrera 1843 |
| Szach Iranu                    | - 1834 Mohammad Szah 1848 |
| Państwo Wielkich Mogołów       | - 1837 Bahadur Szah II 1858 |
| Król Irlandii                  | - 1837 Wiktoria Hanowerska 1901 |
| Cesarz Japonii                 | - 1817 Ninkō 1846 |
| Kalif                          | - 1839 Abdülmecid I 1861 |
| Prezydent Kolumbii             | - 1841 Pedro Alcántara Herrán 1844 |
| Patriarcha Konstantynopola     | - 1841 Antym V 1842 - 1842 German IV 1845 |
| Władca Korei                   | - 1834 Hŏnjong 1849 |
| Emir Kuwejtu                   | - 1814 Dżabir I 1859 |
| Książę Liechtensteinu          | - 1836 Alojzy II 1858 |
| Wielki książę Luksemburga      | - 1840 Wilhelm II 1849 |
| Sułtan Maroka                  | - 1822 Abd ar-Rahman 1859 |
| Prezydent Meksyku              | - 1841 Antonio López de Santa Anna 1842 - 1842 Nicolás Bravo 1843                                                                                            |
| Książę Monako                  | - 1841 Florestan I 1856 |
| Król Nepalu                    | - 1816 Rajendra 1847 |
| Premier Nepalu                 | - 1840 Fateh Jung Shah 1843 |
| Król Norwegii                  | - 1818 Karol III Jan 1844 |
| Sułtan Omanu                   | - 1807 Sa’id ibn Sultan 1856 |
| Papież                         | - 1831 Grzegorz XVI 1846 |
| Konsul Paragwaju               | - 1841 Mariano Roque Alonzo 1844 - 1841 Carlos Antonio López 1844                                                                                            |
| Książę Parmy i Piacenzy        | - 1814 Maria Ludwika 1847 |
| Prezydent Peru                 | - 1842 Juan Crisóstomo Torrico 1842 - 1842 Francisco Vidal 1843                                                                                              |
| Król Portugalii                | - 1834 Maria II 1853 - 1837 Ferdynand II Koburg (król iure uxoris) 1853                                                                                      |
| Król Prus                      | - 1840 Fryderyk Wilhelm IV 1861 |
| Car Rosji                      | - 1825 Mikołaj I 1855 |
| Król Saksonii                  | - 1836 Fryderyk August II Wettyn 1854 |
| Prezydent Salwadoru            | - 1841 Juan Lindo (p.o.) 1842 - 1842 José Escolástico Marín (p.o.) 1842 - 1842 Juan José Guzmán 1844                                                         |
| Kapitanowie Regenci San Marino | - 1841 Girolamo Gozi Francesco Guidi Giangi 1842 - 1842 Domenico Maria Belzoppi Pier Matteo Berti 1842 - 1842 Giuseppe Gozi Domenic' Antonio Bartolotti 1843 |
| Książę Serbii                  | - 1839 Michał Obrenowić 1842 - 1842 Aleksander Karadziordziewić 1858                                                                                         |
| Król Sardynii                  | - 1831 Karol Albert 1849 |
| Król Szwecji                   | - 1818 Karol XIV Jan 1844 |
| Król Tajlandii                 | - 1824 Rama III 1851 |
| Sułtan Turków                  | - 1839 Abdülmecid I 1861 |
| Prezydent Urugwaju             | - 1839 Fructuoso Rivera 1843 |
| Prezydent USA                  | - 1841 John Tyler 1845 |
| Prezydent Wenezueli            | - 1839 José Antonio Páez 1843 |
| Król Węgier                    | - 1835 Ferdynand VI 1848 |
| Monarcha Wielkiej Brytanii     | - 1837 Wiktoria 1901 |
| Premier Wielkiej Brytanii      | - 1841 Robert Peel 1846 |
| Cesarz Wietnamu                | - 1841 Thiệu Trị 1847 |

Rok 1842 / MDCCCXLII
stulecia: XVIII wiek ~
XIX wiek ~
XX wiek

dziesięciolecia:
1810–1819 •
1820–1829 •
1830–1839 •
1840–1849
• 1850–1859
• 1860–1869
• 1870–1879

lata: 1832 «
1837 «
1838 «
1839 «
1840 «
1841 «
1842
» 1843
» 1844
» 1845
» 1846
» 1847
» 1852

## Wydarzenia w Polsce
- 28 marca – otwarto Teatr Skarbkowski we Lwowie.
- 3 maja – pożar strawił 45% zabudowań Bełchatowa.
- 22 maja – otwarto pierwszą na obecnym terenie Polski linię kolejową[1].
- 27 września – w Nysie powstało zgromadzenie zakonne sióstr św. Elżbiety.
- 11 października – reforma podziału administracyjnego w Królestwie Polskim: obwody zamieniono na powiaty, a dotychczasowe powiaty na okręgi sądowe.

## Wydarzenia na świecie
- 1 stycznia – I wojna brytyjsko-afgańska: dowódca wojsk gen. William Elphinstone podpisał w Kabulu akt kapitulacji przed księciem Akbarem Chanem.
- 8 stycznia – założono Uniwersytet Techniczny w Delfcie w Holandii.
- 13 stycznia – I wojna brytyjsko-afgańska: Afgańczycy pod wodzą Akbar Chana wybili brytyjską Armię Indusu.
- 9 marca – w mediolańskiej La Scali odbyła się premiera opery Nabucco Giuseppe Verdiego.
- 19 marca – w Turcji założono polską wioskę Adampol.
- 28 marca – odbył się pierwszy koncert Filharmoników Wiedeńskich.
- 2 kwietnia – Ureli Corelli Hill założył Filharmonię Nowojorską.
- 13 kwietnia – I wojna brytyjsko-afgańska: wojska afgańskie zakończyły nieudane pięciomiesięczne oblężenie Dżalalabadu.
- 7 maja – w wyniku trzęsienia ziemi o sile 8,1 stopnia w skali Richtera u wybrzeży Haiti i wywołanych nim fal tsunami zginęło około 5 tys. osób.
- 8 maja:
  - 55 osób zginęło w pierwszej we Francji katastrofie kolejowej na trasie Wersal-Paryż (bezpośrednia przyczyna: pęknięcie osi parowozu). Wśród ofiar śmiertelnych był podróżnik i badacz Jules Dumont d’Urville wraz z żoną i synem.
  - w wyniku trwającego od 5 maja pożaru centrum Hamburga zginęło 51 osób, a 20 tys. straciło dach nad głową.
- 14 maja – Mariano Rivera Paz został po raz trzeci prezydentem Gwatemali.
- 16 maja – pierwszy zorganizowany konwój wozów, liczący 100 osadników wyruszył szlakiem oregońskim na Dziki Zachód.
- 22 maja – inauguracja pierwszej linii kolejowej na ziemiach śląskich, między Wrocławiem i Oławą, pierwszy pociąg nosił nazwę Silesia.
- 25 maja:
  - austriacki matematyk i fizyk Christian Andreas Doppler, zaprezentował w Pradze swoją pracę O kolorowym świetle gwiazd podwójnych i niektórych innych ciałach niebieskich, w której opisał zjawisko nazwane później efektem Dopplera.
  - został intronizowany XI Dalajlama Khedrub Gjaco.
- 13 czerwca – królowa brytyjska Wiktoria jako pierwsza głowa państwa odbyła podróż pociągiem.
- 21 sierpnia – Hobart na Tasmanii otrzymało prawa miejskie.
- 29 sierpnia – rząd Wielkiej Brytanii wymusił na Chinach zawarcie traktatu nankińskiego, kończącego I wojnę opiumową, który m.in. oddawał Brytyjczykom Hongkong.
- 11 listopada – Czechy: w browarze w Pilźnie rozpoczęto rozlewanie nowego gatunku piwa dolnej fermentacji - pilznera
- 26 listopada – w stanie Indiana założono Uniwersytet Notre Dame.
- 3 grudnia – wojska wierne władzom w Madrycie dokonały z zamku na wzgórzu Montjuïc bombardowania zbuntowanej Barcelony.
- 7 grudnia – zainaugurowała działalność Filharmonia Nowojorska.
- 19 grudnia – Stany Zjednoczone uznały niepodległość Królestwa Hawajów.
- Richard Owen po raz pierwszy użył słowa Dinosauria.

## Urodzili się
- 3 stycznia – Hermann Maas, niemiecki chirurg (zm. 1886)
- 10 stycznia – Józef Dąbrowski, polski duchowny katolicki, uczestnik powstania styczniowego, działacz polonijny (zm. 1903)
- 11 stycznia – William James, amerykański filozof, psycholog, wykładowca akademicki (zm. 1910)
- 13 stycznia – Alfred Yarrow, brytyjski inżynier, konstruktor i budowniczy okrętów, przedsiębiorca (zm. 1932)
- 15 stycznia:
  - Josef Breuer, austriacki lekarz, fizjolog, filozof (zm. 1925)
  - Maria MacKillop, australijska zakonnica, założycielka Zgromadzenia Sióstr Świętego Józefa od Najświętszego Serca, święta katolicka (zm. 1909)
- 17 stycznia – Józef Sebastian Pelczar, polski duchowny katolicki, biskup przemyski (zm. 1924)
- 19 stycznia - Charles Hopper Gibson, amerykański prawnik, polityk, senator ze stanu Maryland (zm. 1900)
- 24 lutego – Arrigo Boito, włoski kompozytor, librecista, poeta i pisarz, syn hr. J. Radolińskiej (zm. 1918)
- 25 lutego – Karl May, pisarz niemiecki (zm. 1912)
- 18 marca – Stéphane Mallarmé, francuski poeta i teoretyk sztuki (zm. 1898)
- 2 kwietnia – Dominik Savio, włoski święty katolicki (zm. 1857)
- 29 kwietnia – Karl Millöcker, austriacki kompozytor (zm. 1899)
- 13 maja – Arthur Sullivan, brytyjski kompozytor (zm. 1900)
- 23 maja – Maria Konopnicka, polska poetka i nowelistka (zm. 1910)
- 16 czerwca – Antonina Hoffmann, polska aktorka (zm. 1897)
- 13 lipca – Bronisław Markiewicz, polski ksiądz katolicki, założyciel Zgromadzenia Świętego Michała Archanioła (CSMA) (zm. 1912)
- 23 lipca – Henryk Jordan, polski lekarz, społecznik, pionier wychowania fizycznego w Polsce (zm. 1907)
- 30 sierpnia - Aleksandra Romanowa, wielka księżna rosyjska (zm. 1849)
- 7 września – Maria Józefa od Serca Jezusowego, hiszpańska zakonnica, święta katolicka (zm. 1912)
- 9 września - Mikołaj Bibikow, rosyjski generał, prezydent Warszawy (zm. 1923)
- 13 września
  - John H. Bankhead, amerykański polityk, senator ze stanu Alabama (zm. 1920)
  - Jan Puzyna, polski duchowny katolicki, biskup krakowski, kardynał, książę (zm. 1911)
- 16 października – Antoni Fantosati, włoski franciszkanin, misjonarz, biskup, męczennik, święty katolicki (zm. 1900)
- 12 listopada – Franciszka Siedliska, polska zakonnica, założycielka nazaretanek, błogosławiona katolicka (zm. 1902)
- 19 listopada – Adam Boniecki, polski historyk, heraldyk, prawnik (zm. 1909)
- 1 grudnia - Alice Dalsheimer, amerykańska poetka (zm. 1880)
- 8 grudnia – Alphonse Borrelly, francuski astronom (zm. 1926)
- 13 grudnia – Jan Kolaczek, polski chirurg (zm. 1906)
- 17 grudnia:
  - Jefim Kłubnikin, rosyjski reformator religijny (zm. 1915)
  - Marius Sophus Lie, norweski matematyk, wykładowca akademicki (zm. 1899)
- 19 grudnia – Alojzy Guanella, włoski duchowny katolicki, założyciel guanellianów, święty (zm. 1915)
- 21 grudnia – Piotr Kropotkin, rosyjski uczony, rewolucjonista (zm. 1921)
- 26 grudnia - Stefan Aleksander Zwierowicz, polski duchowny katolicki, biskup wileński i sandomierski (zm. 1908)
- 31 grudnia – Giovanni Boldini, włoski malarz portrecista (zm. 1931)

- data dzienna nieznana: 
  - August Gresch - spiskoniemiecki prawnik, działacz samorządowy i turystyczny (zm. 1910)

## Zdarzenia astronomiczne
- 8 lipca – całkowite zaćmienie Słońca, widoczne w Polsce[2].

## Święta ruchome
- Tłusty czwartek: 3 lutego
- Ostatki: 8 lutego
- Popielec: 9 lutego
- Niedziela Palmowa: 20 marca
- Wielki Czwartek: 24 marca
- Wielki Piątek: 25 marca
- Wielka Sobota: 26 marca
- Wielkanoc: 27 marca
- Poniedziałek Wielkanocny: 28 marca
- Wniebowstąpienie Pańskie: 5 maja
- Zesłanie Ducha Świętego: 15 maja
- Boże Ciało: 26 maja